# コーリー・マゲッティ
コーリー・マゲッティ（Cornelius Antoine Maggette, 1979年11月12日 - ）はイリノイ州メルローズパーク出身の元NBAバスケットボール選手。身長198cm、体重102kg。ポジションはスモールフォワード。

## 経歴
高校時代は、オールアメリカンチームに選出。また陸上競技の走幅跳と三段跳で州大会のファイナリストにもなっている。大学はデューク大学に進学し、在学中の1999年のNBAドラフトにおいてシアトル・スーパーソニックスより全体13位指名を受けた後、オーランド・マジックへ交渉権が移動した。
ルーキーイーヤーの1999-00から即戦力として77試合に出場した。そして、オフにロサンゼルス・クリッパーズへ移籍。デューク大学でマイク・シャシェフスキー監督のもとで一緒にプレイしたエルトン・ブランド（1999年ドラフト1位）とチームメイトになった。
移籍1年目は主にベンチから出場し、2001-02シーズンには先発に定着。シーズンを重ねるごとに平均得点を伸ばして2000-03シーズンに平均20.7得点を記録し、リーグ有数のスコアラーとして評価されるようになった。2004-05シーズンには平均22.3得点、6リバウンドまで個人成績を伸ばした。2005-06シーズンは故障によってわずか32試合の出場に留まったが、チームは久々のプレイオフ出場を果たした。
これまで過小評価されてきたマゲッティだが、2008年オフにフリーエージェントとなりゴールデンステート・ウォリアーズと5年で5000万ドルで契約し大幅な金額アップに成功した。
2010年オフ､チャーリー・ベルとダン・ガズリッチとの1対2のトレードにより､ミルウォーキー・バックスへ移籍。
2012年6月26日、ベン・ゴードンとのトレードでデトロイト・ピストンズへ移籍した。
2013-14シーズン開幕前にサンアントニオ・スパーズと練習生契約したものの、最終ロースターに残れず解雇された。
マゲッティ自身「開幕ロースターに残れなかったら引退する」と語っていた通り、引退を表明。現在は古巣ロサンゼルス・クリッパーズの解説者やNCAAバスケットボールの解説者として活動している。故障がちな一面もあり、まだキャリアを通じて70試合以上に出場したのは1シーズンのみであった。

## 個人成績

### レギュラーシーズン
| シーズン | チーム | GP  | GS  | MPG  | FG%  | 3P%  | FT%  | RPG | APG | SPG | BPG | PPG  |
| -------- | ------ | --- | --- | ---- | ---- | ---- | ---- | --- | --- | --- | --- | ---- |
| 1999–00  | ORL    | 77  | 5   | 17.8 | .478 | .182 | .751 | 3.9 | .8  | .3  | .3  | 8.4  |
| 2000–01  | LAC    | 69  | 9   | 19.7 | .462 | .304 | .774 | 4.2 | 1.2 | .5  | .1  | 10.0 |
| 2001–02  | LAC    | 63  | 52  | 25.6 | .443 | .331 | .801 | 3.7 | 1.8 | .7  | .3  | 11.4 |
| 2002–03  | LAC    | 64  | 57  | 31.3 | .444 | .350 | .802 | 5.0 | 1.9 | .9  | .3  | 16.8 |
| 2003–04  | LAC    | 73  | 72  | 36.0 | .447 | .329 | .848 | 5.9 | 3.1 | .9  | .2  | 20.7 |
| 2004–05  | LAC    | 66  | 60  | 36.9 | .431 | .304 | .857 | 6.0 | 3.4 | 1.1 | .1  | 22.2 |
| 2005–06  | LAC    | 32  | 13  | 29.5 | .445 | .338 | .828 | 5.3 | 2.1 | .6  | .1  | 17.8 |
| 2006–07  | LAC    | 75  | 31  | 30.5 | .454 | .200 | .820 | 5.9 | 2.8 | .9  | .2  | 16.9 |
| 2007–08  | LAC    | 70  | 65  | 35.7 | .458 | .384 | .812 | 5.6 | 2.7 | 1.0 | .1  | 22.1 |
| 2008–09  | GSW    | 51  | 19  | 31.1 | .461 | .253 | .824 | 5.5 | 1.8 | .9  | .2  | 18.6 |
| 2009–10  | GSW    | 70  | 49  | 29.7 | .516 | .260 | .835 | 5.3 | 2.5 | .7  | .1  | 19.8 |
| 2010–11  | MIL    | 67  | 18  | 20.9 | .453 | .359 | .834 | 3.6 | 1.3 | .3  | .1  | 12.0 |
| 2011–12  | CHA    | 32  | 28  | 27.5 | .373 | .364 | .856 | 3.9 | 1.2 | .7  | .0  | 15.0 |
| 2012–13  | DET    | 18  | 0   | 14.3 | .355 | .238 | .750 | 1.4 | 1.1 | .3  | .1  | 5.3  |
| Career   | Career | 827 | 478 | 28.2 | .453 | .324 | .822 | 4.9 | 2.1 | .7  | .2  | 16.0 |